# Sven Plate

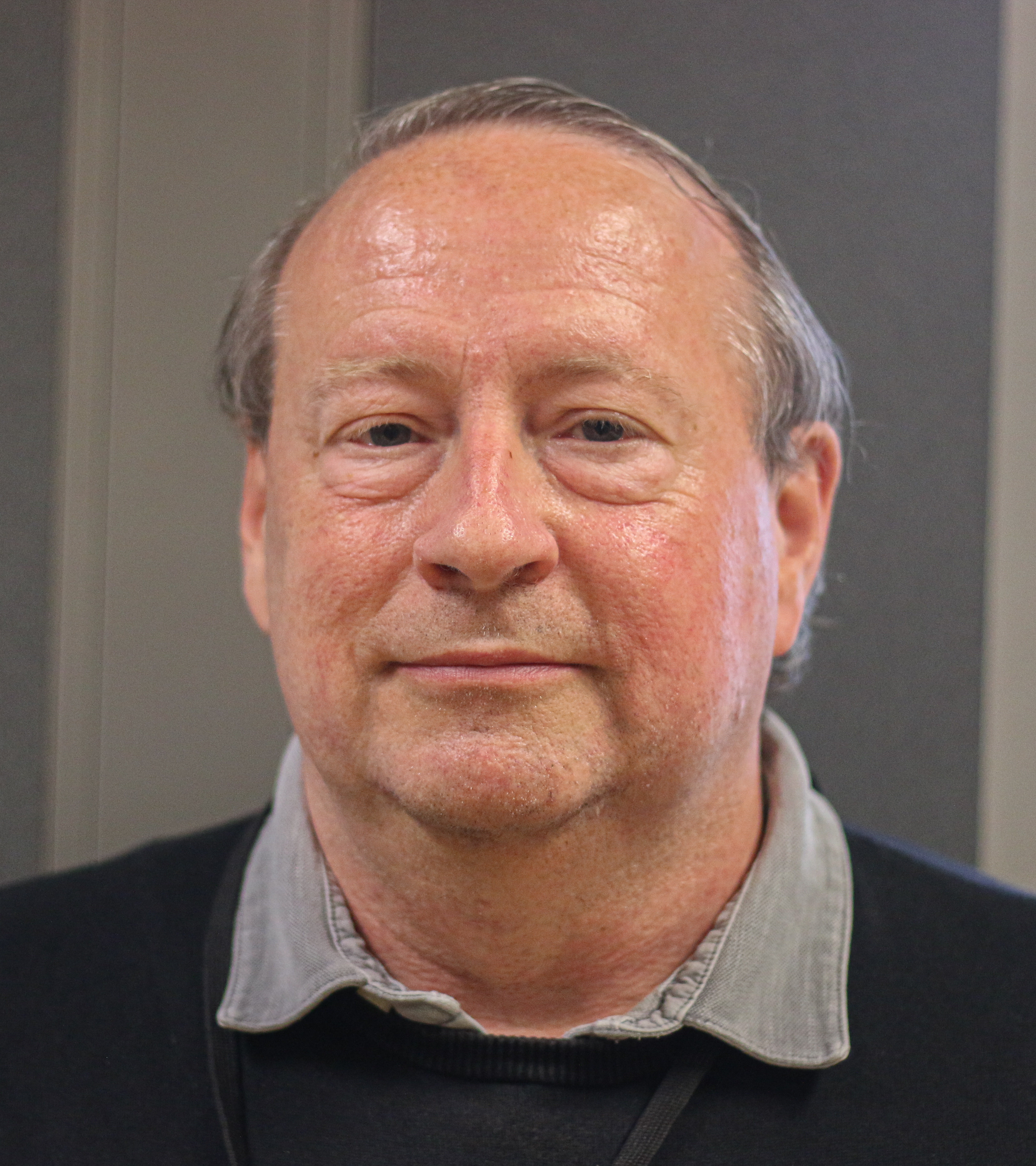
Sven Plate (2025)

Sven Plate (* 1. August 1966 in West-Berlin) ist ein deutscher Hörspiel- und Synchronsprecher sowie Synchronregisseur.

## Leben
Sven Plate war als Schauspieler bisher selten zu sehen, unter anderem als Kinderdarsteller in dem Bühnenstück Vater einer Tochter neben Georg Thomalla und in der TV-Serie Die Koblanks (1979).
Dank seiner markanten, weichen und hellen Stimme ist er einem breiten Publikum bekannt. Er synchronisierte vor allem Jugendliche und junge Männer. Einige seiner frühen Synchronarbeiten umfassen „Ken“ in Captain Future, Kirk Cameron in Unser lautes Heim, Allelon Ruggiero in Der Club der toten Dichter, Justin Henry in Kramer gegen Kramer, Wil Wheaton in Raumschiff Enterprise – Das nächste Jahrhundert und The Big Bang Theory, Charlie Schlatter in Diagnose: Mord, Alan Cumming in Ernie und der Weihnachtsgeist, Jarrad Paul in Monk und seit einiger Zeit den Zeichentrickhasen Bugs Bunny. Des Weiteren synchronisierte er in der Zeichentrickserie Dora the Explorer.
Sven Plate trat in den frühen 90er Jahren als Kandidat in der Gameshow Hopp oder Top (Tele 5) auf. Außerdem wirkte er in über 70 Hörspielen mit, unter anderem als „Jay Lawrence“ in Point Whitmark, „Jesus Navarro“ in Jesus von Texas oder als „Nick Twisp“ in Die Tagebücher des Nick Twisp. Daneben führt er auch Synchronregie, unter anderem bei den Fernsehserien Élite, Warrior Nun, Veronica Mars, Kick Buttowski – Keiner kann alles, Moonlight, den Zeichentrickserien Adventure Time, Scooby Doo, Regular Show, Totally Spies und den PC-Games Zelda Breath of the Wild, Dragon Age 2, Batman: Arkham Asylum und Halo-Reach. Darüber hinaus ist er weiterhin als Synchronsprecher zu hören, unter anderem als „Peck“ in Barnyard, als „Löwe Leo“ in der KIKA-Produktion Oli’s Welt oder als „Gwizdo“ in Dragon Hunters – Die Drachenjäger.
Ab 2010 sprach Plate Werbung für „Kinder Überraschung“.
Plate betreibt außerdem einen Synchronsprecher-Kanal auf TikTok (svenplatesynchron), auf Instagram (svenplateofficial) und auf YouTube (@jaypla1), wo er Synchronsprecher in kurzen, humorvollen Videos in der Rubrik #dereinminutenstar vorstellt.
Seine Schwester ist die Schauspielerin Christina Plate.

## Hörspiele und Hörbücher (Auswahl)
- 2002: Hermann Hesse: Demian. Die Geschichte von Emil Sinclairs Jugend, SWR. Regie: Oliver Sturm u. a. mit Ulrich Matthes, Karin Schröder, Wolfgang Höper, Uta Hallant, Hans Diehl, Martin Engler[8]
- 2004: DBC Pierre: Jesus von Texas, Regie: Martin Zylka (Produktion: WDR Köln, Der Audio Verlag)[9]
- 2008: Tadeusz Borowski: Bei uns in Auschwitz (Häftling 27000) – Regie: Kai Grehn (Hörspiel – RBB)
- 2008: A. L. Kennedy: Paradies – Bearbeitung und Regie: Irene Schuck (Hörspiel – MDR/NDR)[10]
- 2010: Thilo Reffert: Australien, ich komme – Regie: Oliver Sturm (Kinderhörspiel – DKultur)[11]
- 2001–2019: als Jay Lawrence in Point Whitmark
- 2022: Matthias Arnold: Leo und die Abenteuermaschine Folge 20: Alle Wege führen nach Rom als Tiro

## Synchronrollen (Auswahl)
Mel Blanc
- 1979: Bugs Bunnys wilde, verwegene Jagd als Bugs Bunny
- 1981: Der total verrückte Bugs Bunny Film als Bugs Bunny
- 1988: Daffy Duck’s Quackbusters als Bugs Bunny

Wil Wheaton
- 1990–1994: Raumschiff Enterprise – Das nächste Jahrhundert als Wesley Crusher
- 2011–2019: The Big Bang Theory als Wil Wheaton
- 2015-2016 Powers als Conrad Moody
- 2022: Star Trek: Picard als Wesley Crusher
- 2023: Star Trek: Lower Decks als Wesley Crusher
- seit 2024: Star Trek: Prodigy als Wesley Crusher

### Filme
- 1980: Kramer gegen Kramer – Justin Henry als Billy Kramer
- 1984: Beat Street – Robert Taylor als Lee
- 1989: Der Club der toten Dichter – Allelon Ruggiero als Steven Meeks
- 1990: Arachnophobia – Michael J. Fox als Alex P. Keaton TV-Szene aus „Familienbande“
- 1993: Überleben! – Jake Carpenter als Alberto Artuna
- 1994: Einsam Zweisam Dreisam – Alexis Arquette als Dick
- 1995: Bloodsport 2 – Han Soo Oong als Demon
- 1996: Hip Hop Hood – Im Viertel ist die Hölle los – Suli McCullough als Crazy Legs
- 1996: Space Jam – Billy West als Bugs Bunny
- 1997: Orgazmo – Dian Bachar als Ben Chapleski/Choda Boy
- 1999: Alles Routine – Todd Duffey als Brian, Kellner bei Chotchkie's
- 2000: Die Bradys – Wie alles begann – Paul Greenberg als Davy Jones
- 2001: Stirb nicht zu langsam – Ramzy Bedia als Ramzy
- 2002: Dark Blue – Eddie Mui als Barkeeper
- 2003: Looney Tunes: Back in Action – Joe Alaskey als Bugs Bunny
- 2007: Nancy Drew – Girl Detective – Eddie Jemison als Adoptionsbeamter
- 2008: Die Drachenjäger – Der Film – Rob Paulsen als Gwizdo
- 2011: Kill the Boss – P.J. Byrne als Kenny Sommerfeld
- 2018: Green Book – Eine besondere Freundschaft – Johnny Williams als Fat Paulie
- 2021: Space Jam: A New Legacy – Jeff Bergman als Bugs Bunny
- 2023: Der Super Mario Bros. Film – Rino Romano als Onkel Tony

### Serien
- 1980–1982: Captain Future – Kazuhiko Inoue als Ken Scott
- 1990: Die Bill Cosby Show – Carl Anthony Payne II als Walter „Cockroach“ Bradley
- 1992: Widget – Der kleine Wächter als Widget
- 1993: Diagnose: Mord – Charlie Schlatter als Dr. Jesse Travis
- 1993: Unser lautes Heim – Kirk Cameron als Mike Seaver
- 2001: Yu-Gi-Oh! (Staffel 2) – Itou Maiko als Espa Roba
- 2001: Baby Looney Tunes – Samuel Vincent als Bugs Bunny
- 2001: Band of Brothers – Andrew Scott als John Hall sowie Matt Hickey als Patrick O'Keefe
- 2002: Roswell – Miko Hughes als Nicholas
- 2004: Monster – als Wolfgang Grimmer
- 2004–2010: Monk – Jarrad Paul als Kevin Dorfman
- 2005–2008: Dragon Hunters – Die Drachenjäger als Gwizdo
- 2006: Ghost Whisperer – Stimmen aus dem Jenseits – Joseph S. Griffo als Stretch
- 2006–2015: Dora – Marc Weiner als Map, die Karte
- 2007: Ghost Whisperer – Stimmen aus dem Jenseits – Scott Rinker als Reggie
- 2007–2008: Prison Break – Joe Nunez als Manche Sanchez
- 2007–2011: My Name Is Earl – Gregg Binkley als Kenny James
- 2009: Star Wars: The Clone Wars als Seripas
- 2009–2014: Oli’s Wilde Welt als Oli (Sprecher)
- 2012–2015: Raising Hope – Gregg Binkley als Barney
- 2012–2016: Willkommen in Gravity Falls – Keith Ferguson als Deputy Edwin Durland
- 2013: Dead Set – Raj Ghatak als Grayson
- 2015–2017: Harveys schnabelhafte Abenteuer – C. H. Greenblatt als Dade
- 2018: Unten am Fluss – Daniel Kaluuya als Bluebell
- 2018–2019 (Synchronisation 2024): JoJo’s Bizarre Adventure: Golden Wind – Subaru Kimura als Pesci
- seit 2018: Meine Wiedergeburt als Schleim in einer anderen Welt – Asuna Tomari als Gobuta
- seit 2021: Ranking of Kings – Ayumu Murase als Kage
- seit 2022: One Punch Man – Glubschi[12] (Synchronstimme)
- seit 2024: Rising Impact – Yukitoshi Tokumoto als Hidemi Kanazono

### Videospiele
- 1999: Bugs Bunny auf Zeitreise als Bugs Bunny[13]
- 2000: Bugs Bunny und Taz: Wettlauf gegen die Zeit als Bugs Bunny[14]
- 2022: Mario + Rabbids Sparks of Hope als Wagner[15]